# سلمبورگ (کارولینای شمالی)
سلمبورگ (به انگلیسی: Salemburg) شهری در ایالت کارولینای شمالی کشور ایالات متحده آمریکا است که جمعیت آن در سرشماری سال ۲۰۱۰ میلادی، ۴۳۵ نفر بوده‌است.